# Кунхајм
Кунхајм (фр. Kunheim) насеље је и општина у Француској у региону Алзас, у департману Горња Рајна.
По подацима из 2006. године у општини је живело 1.800 становника, а густина насељености је износила 112 становника/km².

## Демографија
| 1962. | 1968. | 1975. | 1982. | 1990. | 2006. | 2011. |
| ----- | ----- | ----- | ----- | ----- | ----- | ----- |
| 600   | 752   | 1.035 | 1.179 | 1.313 | 1.800 | 1.789 |